# BHMT2
BHMT2 (англ. Betaine--homocysteine S-methyltransferase 2) – білок, який кодується однойменним геном, розташованим у людей на 5-й хромосомі. Довжина поліпептидного ланцюга білка становить 363 амінокислот, а молекулярна маса — 40 354.
| 10         |  | 20         |  | 30         |  | 40         |  | 50         |
| ---------- |  | ---------- |  | ---------- |  | ---------- |  | ---------- |
| MAPAGRPGAK |  | KGILERLESG |  | EVVIGDGSFL |  | ITLEKRGYVK |  | AGLWTPEAVI |
| EHPDAVRQLH |  | MEFLRAGSNV |  | MQTFTFSASE |  | DNMESKWEDV |  | NAAACDLARE |
| VAGKGDALVA |  | GGICQTSIYK |  | YQKDEARIKK |  | LFRQQLEVFA |  | WKNVDFLIAE |
| YFEHVEEAVW |  | AVEVLKESDR |  | PVAVTMCIGP |  | EGDMHDITPG |  | ECAVRLVKAG |
| ASIVGVNCRF |  | GPDTSLKTME |  | LMKEGLEWAG |  | LKAHLMVQPL |  | GFHAPDCGKE |
| GFVDLPEYPF |  | GLESRVATRW |  | DIQKYAREAY |  | NLGVRYIGGC |  | CGFEPYHIRA |
| IAEELAPERG |  | FLPPASEKHG |  | SWGSGLDMHT |  | KPWIRARARR |  | EYWENLLPAS |
| GRPFCPSLSK |  | PDF        |  |            |  |            |  |            |

A: Аланін

C: Цистеїн

D: Аспарагінова кислота

E: Глутамінова кислота

F: Фенілаланін

G: Гліцин

H: Гістидин

I: Ізолейцин

K: Лізин

L: Лейцин

M: Метіонін

N: Аспарагін

P: Пролін

Q: Глутамін

R: Аргінін

S: Серин

T: Треонін

V: Валін

W: Триптофан

Кодований геном білок за функціями належить до трансфераз, метилтрансфераз, фосфопротеїнів. 
Задіяний у такому біологічному процесі, як альтернативний сплайсинг. 
Білок має сайт для зв'язування з іонами металів, іоном цинку. 